# Dhidhdhoo
Dhidhdhoo är en ö i Maldiverna. Den ligger i den norra delen av landet, 305 km norr om huvudstaden Malé. Geografiskt är den en del av Thiladhunmathi atoll, men tillhör administrativt Haa Alif och är dess huvudort. 
Tropiskt monsunklimat råder i trakten. Årsmedeltemperaturen i trakten är 24 °C. Den varmaste månaden är mars, då medeltemperaturen är 26 °C, och den kallaste är februari, med 26 °C. Genomsnittlig årsnederbörd är 1 795 millimeter. Den regnigaste månaden är augusti, med i genomsnitt 372 mm nederbörd, och den torraste är april, med 31 mm nederbörd.